# روش مارك كريستيان كابوري
روش مارك كريستيان كابوري (بالفرنسية: Roch Marc Christian Kaboré)‏ (من مواليد 25 أبريل 1957) سياسي من بوركينا فاسو انتخب رئيسا لبوركينا فاسو في عام 2015. وشغل سابقا منصب رئيس وزراء بوركينا فاسو بين عامي 1994 و 1996 ورئيس الجمعية الوطنية لبوركينا فاسو من عام 2002 إلى 2012. كما شغل منصب رئيس حزب المؤتمر من أجل الديمقراطية والتقدم (Congress for Democracy and Progress). في يناير عام 2014، غادر CDP الحاكم وأسس حزبا المعارضة الجديد، الحركة الشعبية من أجل التقدم. انتخب رئيسا لبوركينا فاسو خلال الانتخابات العامة عام 2015.
ٱطيح به من رئاسة البلاد، على إثر إنقلاب عسكري قاده ضباط من الجيش البوركيني في يناير 2022. حيث جرى إيقاف الرئيس روش كابوري الاثنين 24 يناير 2022 واعتقاله في ثكنة للجيش بعد يوم من بدء التمرّد، وفق ما ذكرته وكالة فرانس برس.

## روابط خارجية
- روش مارك كريستيان كابوري على موقع IMDb (الإنجليزية)
- روش مارك كريستيان كابوري على موقع مونزينجر (الألمانية)